# Xã Dover, Quận Athens, Ohio
Xã Dover (tiếng Anh: Dover Township) là một xã thuộc quận Athens, tiểu bang Ohio, Hoa Kỳ. Năm 2010, dân số của xã này là 3.626 người.